# Kōji Noguchi
Kōji Noguchi (野口 幸司?, Noguchi Kōji; Prefettura di Chiba, 5 giugno 1970) è un ex calciatore giapponese, di ruolo attaccante.